# Barstukken
Barstukken waren nach dem Volksglauben der Prußen Zwergmännlein, die in etwa den deutschen Wichtelmännern entsprechen und in der Gegend um das preußische Rastenburg aktiv gewesen sein sollen.
In Ludwig Bechstein, Deutsches Sagenbuch, Leipzig 1853 findet sich folgender Eintrag:
"In der Stadt Rastenburg und bei derselben gibt es auch Zwergmännlein, die führen dort den seltsamen Namen Barstukken, auch Fingerlinge, und die sind nicht so böse als die andern, die weiter nordwärts hausen. Sie wohnen vornehmlich in einem Hügel bei dem Dorfe Heiligelinde, wo in den Heidenzeiten eine übergroße Linde gestanden haben soll, unter welcher nach dem Volksbrauch die Götter verehrt wurden.
Die Barstukken erscheinen als gute und hilfreiche Hausgeister, welche bei Kranken wachen, wenn die Wächter schlummern, besonders bei Mondschein. Denen sie gütig gesinnt sind, denen schleppen sie zu, was sie von denen nehmen, die sich nicht hold gegen sie beweisen. Man mußte ihnen ein sauberes Tischchen decken und darauf einfache Kost stellen, Brot, Butter, Käse, Bier, Milch, damit waren sie zufrieden und verzehrten es. Blieb alles unberührt, so war das kein gutes Zeichen, dann wollten die Barstukken nichts mehr von dem Hausbesitzer wissen und taten für das Gesinde keine Arbeit mehr. Die Barstukken, auch Berstuken genannt, hatten einen Gott über sich, der hieß Puschkait. Seine und ihre Wohnung war unter Holunderbüschen."